# Ozzie Smith
Osborne Earl Smith, soprannominato "The Wizard", detto Ozzie (Mobile, 26 dicembre 1954), è un ex giocatore di baseball statunitense di ruolo interbase nella Major League Baseball (MLB). È stato introdotto nella National Baseball Hall of Fame nel 2002, al suo primo anno di eleggibilità.

## Carriera
Smith stabilì i record della MLB per assistenze in carriera (8.375) e doppi giochi (1.590) da parte di un interbase (il secondo in seguito superato da Omar Vizquel), oltre che il record assoluto della National League (NL) con 2.511 gare in carriera ed è stato premiato con 13 Guanti d'oro consecutivi dal 1980 al 1992. Convocato per 15 All-Star Game, batté 2.460 valide e rubò 580 basi, venendo premiato con il Silver Slugger Award come miglior battitore tra gli interni nel 1987.
Smith nacque a Mobile, Alabama, ma la sua famiglia si trasferì Watts, Los Angeles, all'età di sei anni. Partecipando alle attività atletiche giovanili, Smith sviluppò riflessi rapidi. Giocò a baseball alle scuole superiori e al college, prima di essere scelto nel draft dai San Diego Padres, con cui debuttò nella MLB nel 1978. Presto si impose come un difensore dominante, vincendo il suo primo Guanto d'oro nel 1980 e venendo convocato per il primo All-Star Game l'anno seguente 1981. Quando nacque un conflitto con la proprietà dei Padres, fu scambiato coi St. Louis Cardinals per l'altro interbase Garry Templeton nel 1982.
Appena giunto ai Cardinals, Smith aiutò la squadra a vincere le World Series 1982. Tre anni dopo, il suo fuoricampo vincente in gara 5 delle National League Championship Series portò il telecronista Jack Buck ad urlare "Go crazy, folks!". Malgrado un infortunio alla cuffia del rotatore nella stagione 1985, Smith fece registrare diversi primati personali offensivi nel 1987. Continuò a vincere Guanti d'oro e a venire convocato per l'All-Star Game ogni anno sino al 1993. Durante la stagione 1995, un'operazione alla spalla lo tenne fuori dal campo per quasi tre mesi. Dopo le tensioni col nuovo manager Tony La Russa nel 1996, Smith si ritirò a fine stagione e la sua maglia numero 1 venne ritirata dai Cardinals. Nel 1999, The Sporting News lo inserì all'87º posto nella classifica dei migliori cento giocatori di tutti i tempi.

## Palmarès

### Club
- World Series: 1

St. Louis Cardinals: 1982

### Individuale
- MVP della National League Championship Series: 1

1985
- MLB All-Star: 15

1981–1992, 1994–1996
- Guanti d'oro: 13

1980–1992
- Silver Slugger Award: 1

1987
- Numero 1 ritirato dai St. Louis Cardinals

## Smith nella cultura di massa
- Smith nel 1992 ha partecipato come guest star in un episodio de I Simpson, intitolato Homer alla battuta, insieme ad altre otto stelle dell'epoca della MLB[3].
- Smith, insieme a Luis Aparicio, è stato il modello per il personaggio di Aparicio Rodriguez nel romanzo L'arte di vivere in difesa di Chad Harbach[4].